# ئی‌کیوتی
ئی‌کیوتی (انگلیسی: EQT) شرکت سرمایه‌گذاری سوئدی است، که در سال ۱۹۹۴ تأسیس شد.